# ودون تاني
ودون تاني (بالإنجليزية: Udon Thani)‏ هي ذيسابان ناخون تقع في تايلاند في موينج أودون تاني. يقدر عدد سكانها بـ 315,329 نسمة .

## المناخ
يظهر الجدول التالي التغييرات المناخية على مدار السنة لودون تاني:
| البيانات المناخية لـودون تاني                                                                       | البيانات المناخية لـودون تاني | البيانات المناخية لـودون تاني | البيانات المناخية لـودون تاني | البيانات المناخية لـودون تاني | البيانات المناخية لـودون تاني | البيانات المناخية لـودون تاني | البيانات المناخية لـودون تاني | البيانات المناخية لـودون تاني | البيانات المناخية لـودون تاني | البيانات المناخية لـودون تاني | البيانات المناخية لـودون تاني | البيانات المناخية لـودون تاني | البيانات المناخية لـودون تاني |
| الشهر                                                                                               | يناير                         | فبراير                        | مارس                          | أبريل                         | مايو                          | يونيو                         | يوليو                         | أغسطس                         | سبتمبر                        | أكتوبر                        | نوفمبر                        | ديسمبر                        | المعدل السنوي                 |
| --------------------------------------------------------------------------------------------------- | ----------------------------- | ----------------------------- | ----------------------------- | ----------------------------- | ----------------------------- | ----------------------------- | ----------------------------- | ----------------------------- | ----------------------------- | ----------------------------- | ----------------------------- | ----------------------------- | ----------------------------- |
| الدرجة القصوى °م (°ف)                                                                               | 37.6 (99.7)                   | 39.2 (102.6)                  | 42.0 (107.6)                  | 43.0 (109.4)                  | 41.2 (106.2)                  | 38.7 (101.7)                  | 37.7 (99.9)                   | 36.5 (97.7)                   | 35.8 (96.4)                   | 36.5 (97.7)                   | 37.0 (98.6)                   | 35.6 (96.1)                   | 43.0 (109.4)                  |
| متوسط درجة الحرارة الكبرى °م (°ف)                                                                   | 30.0 (86.0)                   | 32.5 (90.5)                   | 34.9 (94.8)                   | 36.3 (97.3)                   | 34.4 (93.9)                   | 33.2 (91.8)                   | 32.6 (90.7)                   | 32.0 (89.6)                   | 31.9 (89.4)                   | 31.6 (88.9)                   | 30.7 (87.3)                   | 29.1 (84.4)                   | 32.4 (90.3)                   |
| المتوسط اليومي °م (°ف)                                                                              | 22.8 (73.0)                   | 25.3 (77.5)                   | 28.0 (82.4)                   | 29.8 (85.6)                   | 28.9 (84.0)                   | 28.6 (83.5)                   | 28.2 (82.8)                   | 27.8 (82.0)                   | 27.6 (81.7)                   | 26.9 (80.4)                   | 24.9 (76.8)                   | 22.4 (72.3)                   | 26.8 (80.2)                   |
| متوسط درجة الحرارة الصغرى °م (°ف)                                                                   | 16.5 (61.7)                   | 18.9 (66.0)                   | 21.9 (71.4)                   | 24.4 (75.9)                   | 24.8 (76.6)                   | 25.0 (77.0)                   | 24.9 (76.8)                   | 24.6 (76.3)                   | 24.2 (75.6)                   | 22.9 (73.2)                   | 19.7 (67.5)                   | 16.3 (61.3)                   | 22.0 (71.6)                   |
| أدنى درجة حرارة °م (°ف)                                                                             | 7.0 (44.6)                    | 9.8 (49.6)                    | 11.4 (52.5)                   | 17.2 (63.0)                   | 20.5 (68.9)                   | 21.5 (70.7)                   | 21.2 (70.2)                   | 21.1 (70.0)                   | 21.0 (69.8)                   | 14.2 (57.6)                   | 8.4 (47.1)                    | 4.2 (39.6)                    | 4.2 (39.6)                    |
| معدل هطول الأمطار مم (إنش)                                                                          | 6.3 (0.25)                    | 22.0 (0.87)                   | 49.7 (1.96)                   | 74.1 (2.92)                   | 198.5 (7.81)                  | 229.0 (9.02)                  | 210.9 (8.30)                  | 285.1 (11.22)                 | 239.5 (9.43)                  | 90.1 (3.55)                   | 10.3 (0.41)                   | 2.9 (0.11)                    | 1٬418٫4 (55.84)               |
| متوسط الأيام الممطرة                                                                                | 1.7                           | 3.1                           | 5.5                           | 8.0                           | 16.9                          | 19.0                          | 19.6                          | 22.0                          | 17.3                          | 9.5                           | 2.4                           | 1.0                           | 126.0                         |
| متوسط الرطوبة النسبية (%)                                                                           | 65                            | 63                            | 60                            | 63                            | 74                            | 78                            | 78                            | 81                            | 81                            | 76                            | 69                            | 67                            | 71                            |
| ساعات سطوع الشمس الشهرية                                                                            | 272.8                         | 259.9                         | 275.9                         | 243.0                         | 198.4                         | 156.0                         | 120.9                         | 117.8                         | 144.0                         | 198.4                         | 252.0                         | 257.3                         | 2٬496٫4                       |
| ساعات سطوع الشمس اليومية                                                                            | 8.8                           | 9.2                           | 8.9                           | 8.1                           | 6.4                           | 5.2                           | 3.9                           | 3.8                           | 4.8                           | 6.4                           | 8.4                           | 8.3                           | 6.9                           |
| المصدر #1: Thai Meteorological Department                                                           |                               |                               |                               |                               |                               |                               |                               |                               |                               |                               |                               |                               |                               |
| المصدر #2: Office of Water Management and Hydrology, Royal Irrigation Department (sun and humidity) |                               |                               |                               |                               |                               |                               |                               |                               |                               |                               |                               |                               |                               |

## توأمة
لودون تاني اتفاقيات توأمة مع:
- رينو